# Judô nos Jogos Parapan-Americanos de 2007
O judô nos Jogos Parapan-americanos de 2007 aconteceu no Pavilhão 4A do Complexo Esportivo Riocentro entre 16 e 18 de agosto. Foram disputadas dez categorias para atletas cegos e com algum tipo de deficiência visual que lutam seguindo as mesmas regras da Federação Internacional de Judô. Os judocas são divididos em três categorias de peso: B1 para cegos, B2 para atletas com percepção de vulto e B3 para atletas que conseguem definir imagem.

## Países participantes
Dez delegações foram representadas no judô, totalizando 54 atletas:
| - ARG Argentina (3) - BRA Brasil (18) - CAN Canadá (2) - COL Colômbia (3) - CUB Cuba (8) | - USA Estados Unidos (7) - MEX México (3) - PUR Porto Rico (1) - URU Uruguai (2) - VEN Venezuela (7) |

## Medalhistas
Masculino
| Evento                   | Ouro                         | Prata                           | Bronze                                                     |
| ------------------------ | ---------------------------- | ------------------------------- | ---------------------------------------------------------- |
| Até 60 kg detalhes       | Sergio Hechavarría CUB Cuba  | Henry Borges URU Uruguai        | Juan Pablo Cortes COL Colômbia Roberto Paixão BRA Brasil   |
| Até 66 kg detalhes       | Víctor Luis Ramos CUB Cuba   | Magno Gomes BRA Brasil          | Marcos José Tovar VEN Venezuela Wilson Alzate COL Colômbia |
| Até 73 kg detalhes       | Eduardo Avila MEX México     | Jorge Marcillis CUB Cuba        | Fabián Ramírez ARG Argentina Eduardo Amaral BRA Brasil     |
| Até 81 kg detalhes       | Jorge Lencina ARG Argentina  | Reinaldo Carvallo VEN Venezuela | Isao Alonso CUB Cuba Denis Rosa BRA Brasil                 |
| Até 100 kg detalhes      | Antônio Tenório BRA Brasil   | Juan Bermúdez CUB Cuba          | Myles Porter USA Estados Unidos                            |
| Acima de 100 kg detalhes | Yangaliny Domínguez CUB Cuba | Greg de Wall USA Estados Unidos | William Montero VEN Venezuela                              |

Feminino
| Evento                  | Ouro                       | Prata                                 | Bronze                      |
| ----------------------- | -------------------------- | ------------------------------------- | --------------------------- |
| Até 48 kg detalhes      | Karla Cardoso BRA Brasil   | María Fuentes CUB Cuba                | Ana Luiza Farias BRA Brasil |
| Até 63 kg detalhes      | Daniele Silva BRA Brasil   | Naomi Soazo VEN Venezuela             | Regina Costa BRA Brasil     |
| Até 70 kg detalhes      | Lenia Ruvalcaba MEX México | Lisamaria Martinez USA Estados Unidos | Nenhuma                     |
| Acima de 70 kg detalhes | Anaysi Hernández CUB Cuba  | Lourdes Souza BRA Brasil              | Nenhuma                     |

## Quadro de medalhas
| Ordem | País               | Medalha de ouro | Medalha de prata | Medalha de bronze |    |
| ----- | ------------------ | --------------- | ---------------- | ----------------- | -- |
| 1     | CUB Cuba           | 4               | 3                | 1                 | 8  |
| 2     | BRA Brasil         | 3               | 2                | 5                 | 10 |
| 3     | MEX México         | 2               |                  |                   | 2  |
| 4     | ARG Argentina      | 1               |                  | 1                 | 2  |
| 5     | VEN Venezuela      |                 | 2                | 2                 | 4  |
| 6     | USA Estados Unidos |                 | 2                | 1                 | 3  |
| 7     | URU Uruguai        |                 | 1                |                   | 1  |
| 8     | COL Colômbia       |                 |                  | 2                 | 2  |
| TOTAL | TOTAL              | 10              | 10               | 12                | 32 |